# Gjallarhorn

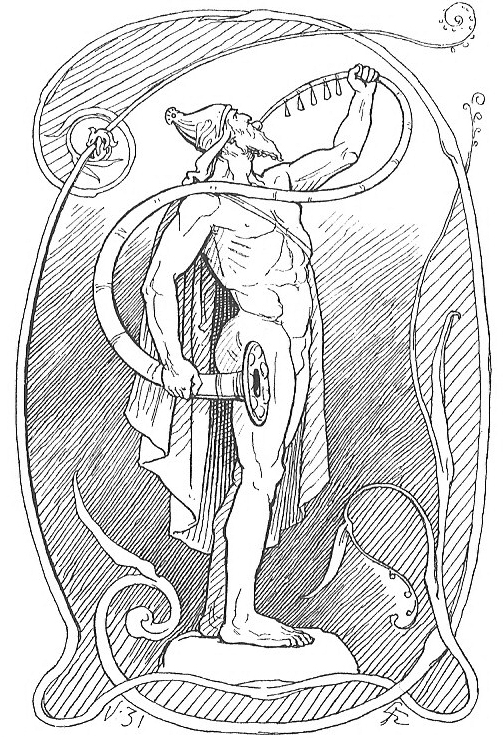
Lorenz Frølich: Heimdall megfújja a Gjallarhornt (1895)

Gjallarhorn (Böhömkürt, harsány kürt), Heimdall kürtje a skandináv mitológiában.
Heimdall a Bifröszt hídnál örködik és veszély esetén belefúj a kürtjébe.
Amikor utoljára megfújja, az a Ragnarök kezdetét jelzi.
Ezen utolsó kürtmegfújást így említik az Eddában, A völva jövendölésé-ben:
Mímir fiai futnak,

kimért sors közelít

a viadalos-sereges

Visszhang Kürtjéhez.

Fújja harsányan Heimdall,

fennen a kürt leng,

Ódin akkor

Mímir fejével szól.
Tandori Dezső fordítása a kürtöt Visszhang Kürtnek nevezi.